# Noron-la-Poterie
Noron-la-Poterie è un comune francese di 327 abitanti situato nel dipartimento del Calvados nella regione della Normandia.

## Società

### Evoluzione demografica
Abitanti censiti